# Атами
Ата́ми (яп. 熱海市 Атами-си, букв. «Горячее море») — город в Японии, находящийся в префектуре Сидзуока. Площадь города составляет 61,78 км², население — 33 558 человек (1 сентября 2021 года), плотность населения — 543 чел./км². Город славится своими горячими источниками (что даже отображено на флаге и в названии города), и поэтому сюда стекается множество туристов.

## Географическое положение
Город расположен на острове Хонсю в префектуре Сидзуока региона Тюбу. С ним граничат города Идзунокуни, Ито и посёлки Каннами, Югавара.

## Население
Население города составляет 37 791 человек (1 августа 2014), а плотность — 613,49 чел./км². Изменение численности населения с 1980 по 2005 годы:
| 1980 | 50 082 чел. |  |
| 1985 | 49 374 чел. |  |
| 1990 | 47 291 чел. |  |
| 1995 | 45 610 чел. |  |
| 2000 | 42 936 чел. |  |
| 2005 | 41 202 чел. |  |

## Символика
Деревом города считается сакура, цветком — цветок сливы японской, птицей — сизая чайка.

## В астрономии
В честь Атами назван астероид (1139) Атами, открытый 1 декабря 1929 года японскими астрономами японскими астрономами Окуро Оикава и Кадзуо Кубокава в обсерватории Токио.